# Peel (Man)
Peel (Manx-Gaelisch: Purt ny hInshey) is een dorp op het Britse eiland Man. Het is de op drie na grootste plaats op Man, na Douglas, Onchan en Ramsey. Binnen Man bekleedt het officieel de status van 'stad', ondanks dat het slechts iets meer dan 4000 inwoners telt.
De naam van de nederzetting is van het Manxe woord peeley afkomstig, dat fort betekent. Peel was in de 18de en 19de eeuw een belangrijke vissershaven; hier bloeide bovenal de makreel- en haringindustrie. In de 20ste eeuw is deze nijverheid nagenoeg geheel verdwenen. Heden ten dage vormt toerisme een belangrijke bron van inkomsten. Tijdens de hoogdagen van de makreelindustrie werkten circa 2000 mensen als vissers in Peel.
Het stadje bezit een uitgestrekt strand en een pier met vuurtoren. St Patrick's Isle, waarop zich Peel Castle bevindt, is tegenwoordig met het vasteland verbonden. Peel heeft een jachthaven, die the Creek genoemd wordt. In het centrum bevindt zich de ruïne van St Peter's Church.

## Locatie
Peel ligt aan de westkust van het eiland Man. De hoofdstad Douglas ligt op 15 kilometer naar het oosten. De op een na grootste plaats, Ramsey, ligt op 23 kilometer naar het noordwesten. Het op drie na grootste plaatsje op het eiland is Castletown, dat ligt op 16 kilometer naar het zuiden.
Peel is via de weg de A1 verbonden met Douglas. Het was vroeger via trein bereikbaar; het station van Peel werd geopend in 1873, maar de sporen zijn verwijderd.

## Trivia
De voetbalclub Peel AFC en het auto- en botenmerk Peel komt uit Peel. Ook staat Peel bekend om haar kathedraal en Peel Castle, dat zich op St Patrick's Isle bevindt. In het kasteel woont volgens de legende een monster genaamd 'Moddey Dhoo' (letterlijk zwarte hond), dat in de 17de eeuw de gebouwen behekste.

## Bezienswaardigheden
- Peel Castle
- De moderne kathedraal van Peel
- Corrin's Tower op Peel Hill. Dit is een 19de-eeuwse toren op Peel Hill, die door een lokale heer werd gebouwd als aandenken aan zijn vrouw en kinderen. Nabij de toren bevinden zich drie zuilen en de graven van Thomas Corrin en zijn gezin. Corrin stond erop, op de heuvel begraven te worden, maar zijn lijk werd enkele malen verhuisd omdat de gemeenschap vond dat het beter in gewijde grond begraven zou worden. Nadat zijn vrienden hem opnieuw op de heuvel hadden begraven, werd een compromis overeengekomen: de aarde van de kleine begraafplaats op de heuvel werd door de plaatselijke bisschop gewijd.
- Het House of Manannan, een museum over de geschiedenis van Man, waar tevens het schip Odin's Raven wordt bewaard, een replica van een Vikingschip waarin een groep enthousiastelingen in 1979 een tocht van Noorwegen naar Man maakte.
- Het Leece Museum, een museum over de lokale geschiedenis van Peel.
- St Peter’s Church, de ruïne van een oude kerk met begraafplaats, die sedert 1928 alleen nog een omhulsel is.

## Geboren
- Sam Brand (1991), wielrenner

## Galerij

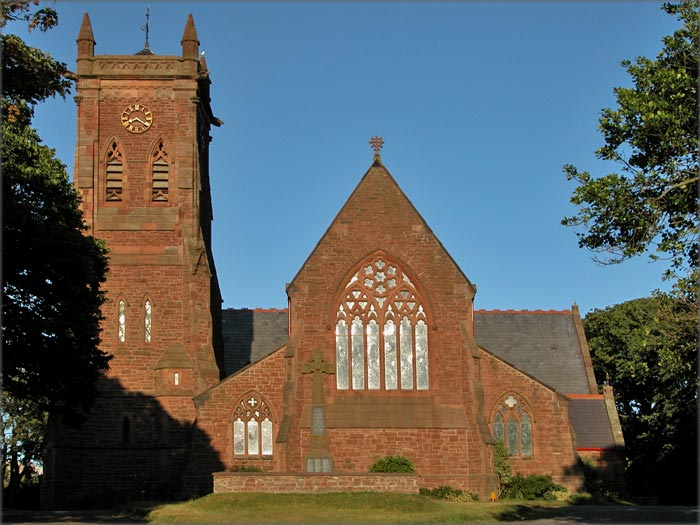
De Peel Cathedral
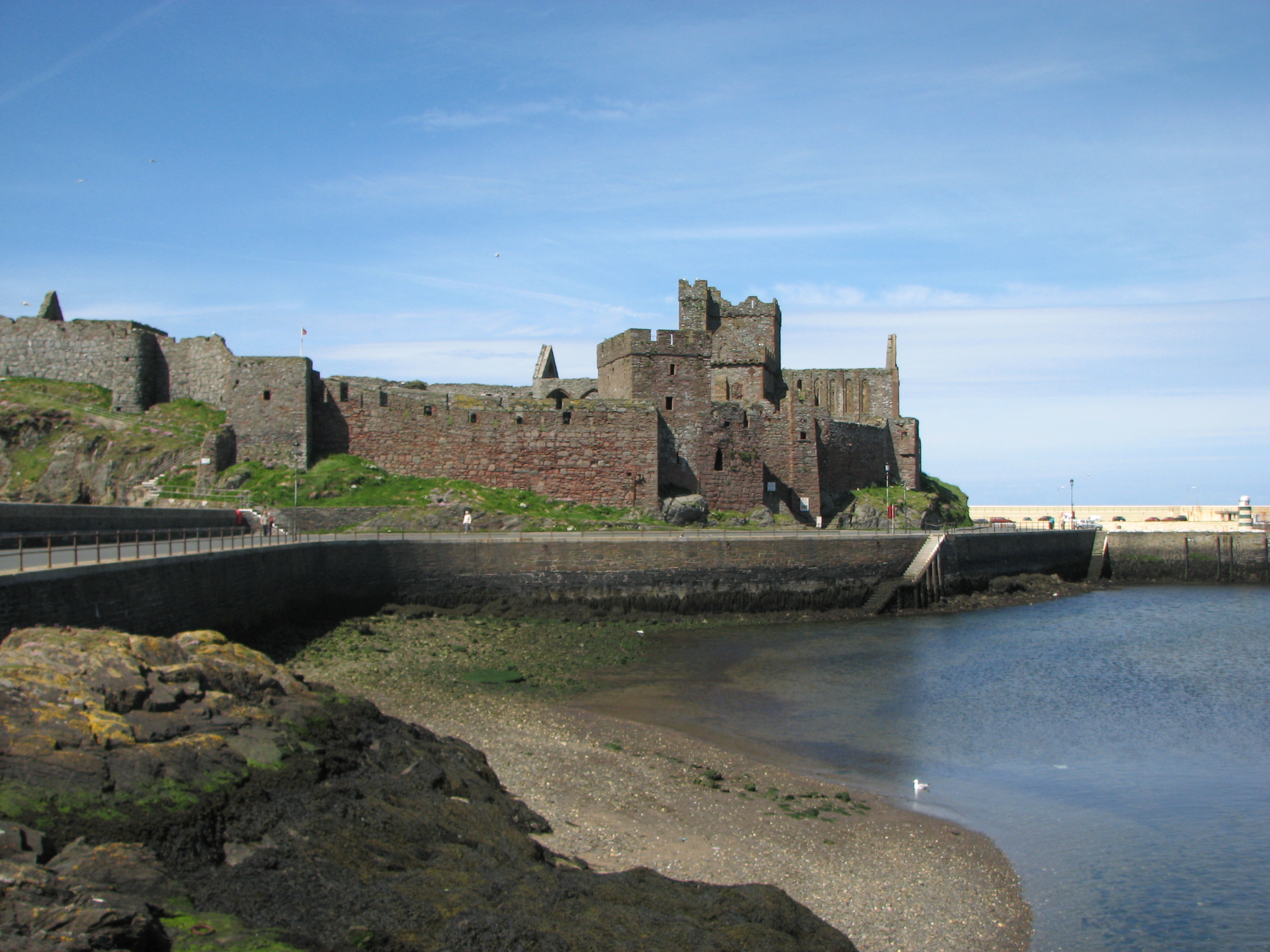
Het Peel Castle
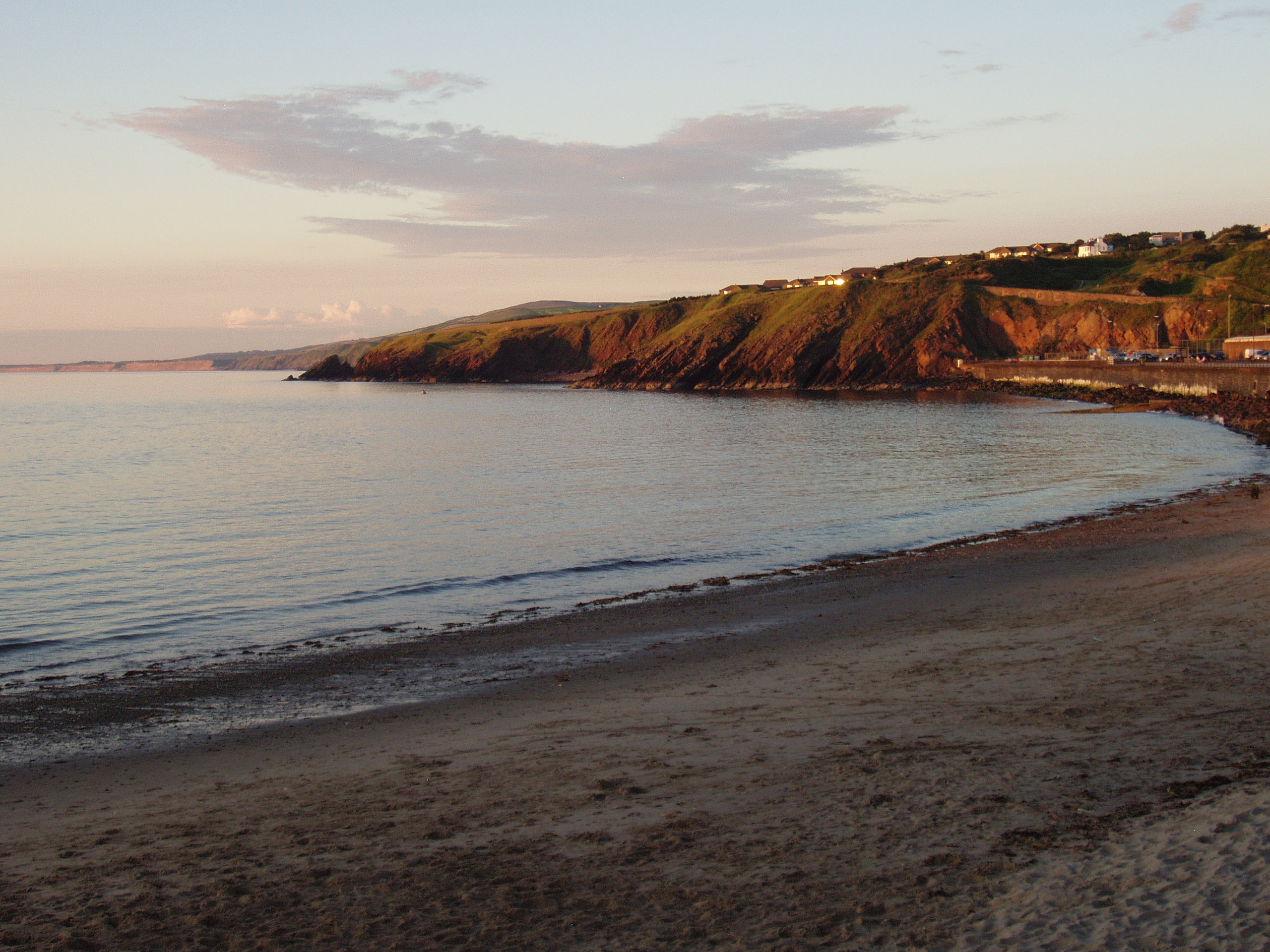
Het strand van Peel bij zonsondergang
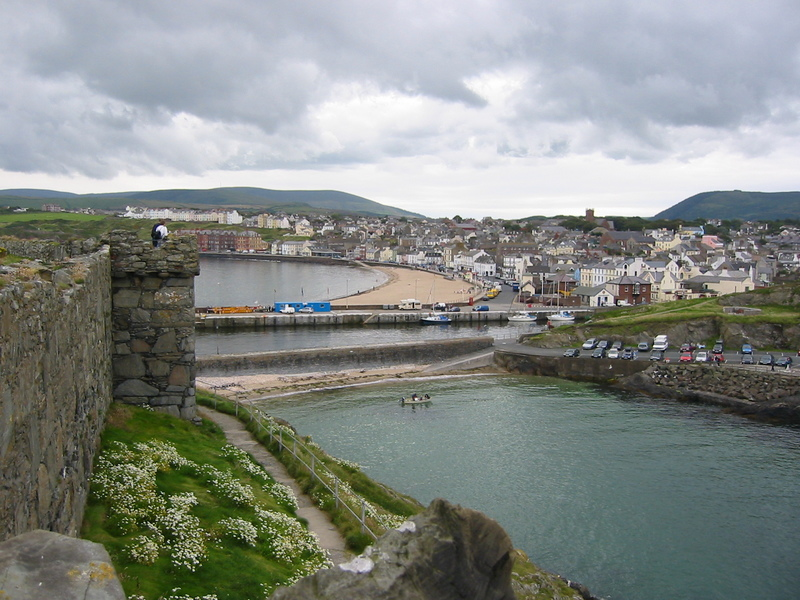
Peel, gezien vanaf St. Patrick's Island